# Gabriela, clau i canyella: Crònica d'una ciutat de l'interior
Gabriela, Cravo e Canela, traduïda al català com Gabriela, clau i canyella: Crònica d'una ciutat de l'interior, és una de les més cèlebres novel·les de l'escriptor brasiler Jorge Amado, publicada el 1958.
Representa un moment de canvi en la producció literària de l'autor. En la seva primera etapa, abordava principalment temes socials, mentre que en aquesta segona fase destaquen les seves cròniques de costums; es tracta d'un divisor d'aigües en la carrera d'Amado. Les novel·les Dona Flor e seus dois maridos (1966) i Teresa Batista Cansada de Guerra (1972) són també importants obres d'aquesta darrera fase.

## Sinopsi
El drama es desenvolupa en la llavors rica Ilhéus, al litoral de Bahia -una ciutat costanera amb una intensa vida nocturna, plena de festa, llum, color i rialles- durant la dècada del 1920, en l'anomenat cicle del cacau; una època marcada pel coronelisme, amb protagonisme per assassins, prostitutes i estafadors.
L'obra narra l'amor entre l'àrab Nacib i la sertaneja Gabriela, amb el rerefons de l'època daurada del comerç de cacau. La regió viu un gran canvi, social i econòmic, incloent l'obertura del port als grans bucs mercants. Això suposa l'ascens de l'exportador carioca Mundinho Falcão i el declivi dels vells coronels, com Ramiro Bastos. Gabriela personifica les transformacions d'una societat patriarcal, arcaica i autoritària, afectada pels vents de renovació cultural, política i econòmica.

### Personatges
- Gabriela, protagonista femenina. Mulata que emigra a la ciutat después de la sequera que causa una gran fam a l'interior. Sencilla i ingenua, substitueix a la cuinera Filomena i serà l'esposa de Nacib.
- Nacib Saad, protagonista masculí, propietari del bar Vesubio, es casa amb la Gabriela. A l'obra, es l'element connector entre la societat urbana i el món rural.
- Coronel Ramiro Bastos, candidat a president en les eleccions, representant dels conservadors.
- Mundinho Falcão, exportador de cacau, triomfador de les eleccions a Ilhéus representant el liberalisme progressista.
- Tonico Bastos, fill del coronel Ramiro Bastos. Gran conquistador que es converteix en amant de Gabriela.
- Filomena, ex-cuinera de l'àrab Nacib.
- El rus Jacob i Moacir, amos del garatge d'autobusos.
- Coronel Jesuíno, un ric i respectat empresari d'Ilhéus.
- Sinhazinha, l'esposa del Coronel Jesuíno, víctima de violència domèstica.
- Doctor Osmundo, el dentista d'Ilhéus que jeu amb la Sinhazinha.
- Coronel Manuel das Onzas, un jove comerciant carioca.

## Guardons
- Premi Machado d'Assis, de l'Institut Nacional del Llibre, Rio de Janeiro, 1959.
- Premi Paula Brito, de l'antiga Alcaldia del Districte Federal, Rio de Janeiro, 1959.
- Premi Luísa Cláudia de Sousa, del PEN Club del Brasil, Rio de Janeiro, 1959.
- Premi Carmem Dolores Barbosa, São Paulo, 1959.
- Premi Jabuti, de la Càmera Brasilera del Llibre, São Paulo, 1959.

## Adaptacions
- Gabriela, Cravo e Canela - telenovel·la produïda per l'extinta TV Tupí en 1960.
- Gabriela - telenovel·la de la Rede Globo, de 1975, amb Sônia Braga en el paper principal.
- Gabriela, Cravo e Canela - pel·lícula dirigida per Bruno Barreto, de 1983, amb Sônia Braga repetint en el paper de Gabriela.
- Gabriela - telenovel·la, readaptació de la Globo, de 2012, amb Juliana Paes en el paper protagonista.